# Asylum (film din 1972)
Asylum (lansat în SUA ca  House of Crazies, Casa de nebuni) este un film de groază regizat de Roy Ward Baker după un scenariu de Robert Bloch. A fost produs în Regatul Unit de studiourile Amicus Productions și a avut premiera la 17 noiembrie 1972, fiind distribuit de Cinerama Releasing Corporation[*]. Coloana sonoră este compusă de Douglas Gamley[*]. 
Este un film antologie care conține segmentele „Frozen Fear” de Robert Bloch, „The Weird Tailor”, „Lucy Comes To Stay” și „Mannequins of Horror”.
Pentru a asigura un loc de muncă la un spital de psihiatrie, un tânăr psihiatru trebuie să intervieveze patru pacienți din interiorul azilului.

## Distribuție
Rolurile principale au fost interpretate de actorii:

Peter Cushing
Britt Ekland
Robert Powell
Herbert Lom
Barry Morse
Patrick Magee[*]
Charlotte Rampling
Ann Firbank[*]
Richard Todd[*]
Barbara Parkins
James Villiers[*]
Geoffrey Bayldon[*]
Megs Jenkins[*]
Sylvia Syms  .

## Vezi și
- Listă de filme antologie de groază